# Trichosia bicolorata
Trichosia bicolorata är en tvåvingeart som beskrevs av Franz Lengersdorf 1930. Trichosia bicolorata ingår i släktet Trichosia och familjen sorgmyggor. Inga underarter finns listade i Catalogue of Life.